# Strona di Briona
Le Strona di Briona est un cours d'eau d'une longueur de 32 km qui coule dans la région du Piémont, dans le Nord de l'Italie.

## Parcours
Né au pied du monte Lovagone (857 m) dans le parc naturel du Mont Fenera dans la municipalité de Boca, il coule ensuite vers le sanctuaire du Saint-Crucifix, où il reçoit l'apport du Riale delle selve, une petite rivière de la région.
Avec son cours presque parallèle à celui de la Sesia, il baigne les communes de Romagnano Sesia, Cavallirio, Ghemme (frazione de Strona Cascine) où il reçoit le Strego, Fara Novarese (où il reçoit le torrent Remme et délimite avec lui la région vallonnée appelée Boscopiane). Le Briona se joint au canal de la Roggia Mora et se jette dans l'Agogna.